# 林恬兒
林恬儿，JP（1984年10月13日—），籍贯广东潮阳，生于英属香港， 寰亞傳媒集團老板林建岳与前妻谢玲玲所生的女儿，已故丽新集团创办人林百欣孙女，2007年4月獲得美国哥伦比亚大学政治系硕士學位，任職里昂證券。
2014年4月28日同全國政協常委丶香港煙䓍集團主席何柱國32歲兒子何正德，在法國南部尼斯舉行婚禮，至2017年共一子一女。

## 外部連結
- 破戒做女模硬晒 林恬兒被阿媽彈唔掂 （页面存档备份，存于）
- 林恬兒無意入娛圈 （页面存档备份，存于）
- 林恬兒孖囝囝同戴四方帽 (22:00) （页面存档备份，存于）